# Руйнівники міфів

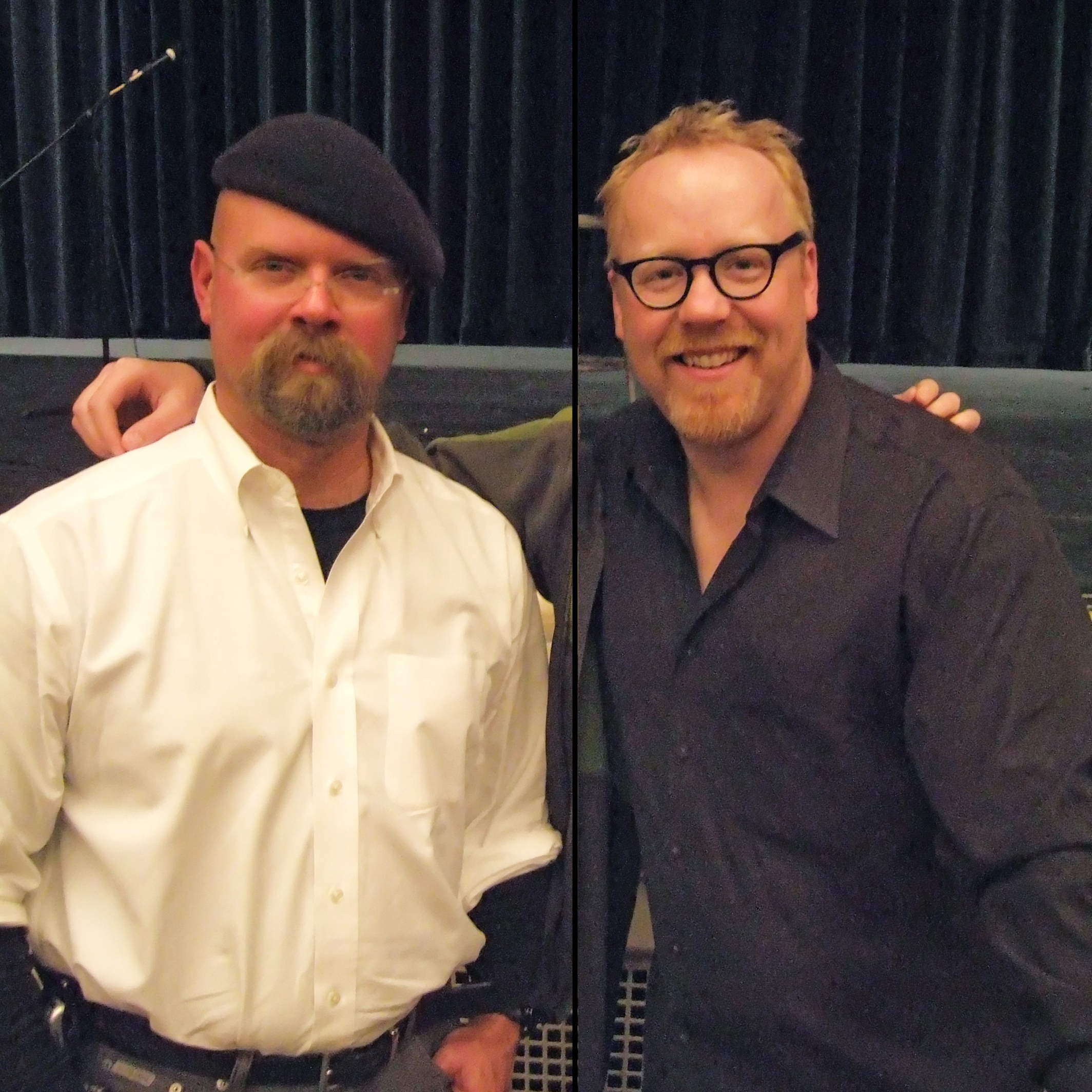
Джеймі Гайнеман і Адам Севідж — головні ведучі

Руйнівники міфів (англ. MythBusters) — американська науково-популярна програма на телеканалі Discovery Channel. Виробник — австралійська компанія Beyond Television Productions. Передачу ведуть фахівці із спецефектів Джеймі Гайнеман і Адам Севідж, що використовують свої навички і досвід для експериментальної перевірки різних байок, чуток, міських легенд і інших породжень популярної культури. До отриманих результатів неможливо причепитися: експерименти і досліди проводяться за всіма канонами науки. Вони проводять зухвалі і нерідко небезпечні досліди і встановлюють непередбачені, часом сенсаційні результати.
Зйомки передачі зазвичай проходять в районі затоки Сан-Франциско.
В Україні програма транслюється на телеканалах «Новий канал», «СТБ», «Мега», «НЛО TV» і «XSPORT».